# Hydrangea aspera
Hydrangea aspera é uma espécie de Angiosperma da  família Hydrangaceae, nativa da região entre o Himalaia, no sul da China, e Taiwan. É um arbusto caducifólio grande e ereto que alcança 3 m de comprimento, com folhas em geral em formato oval. As flores são normalmente localizadas em grandes pedúnculos planos que surgem no final do verão, e tem tons de cores variando de azul claro a rosa, e são cercadas por floretes estéreis nas cores rosa branca ou pálida 

O nome de sua espécie, aspera, vem do latim e significa "de textura áspera"  e refere-se à superfície felpuda inferior de suas folhas.

## Habitat natural
Esta planta vive em florestas e matagais das montanhas de Uttar Pradesh até as do sudoeste da China e da Birmânia,em altitudes que variam entre 1200 e 2700 metros. Pode viver também em densas florestas ou matas nos vales ou nas encostas das montanhas.

## Cultivo
Esta hortênsia cresce melhor em solo úmido, mas drenado ou solo arenoso com boa luminosidade. É necessário não deixar secar muito e regar regularmente durante o tempo seco para evitar que as folhas fiquem chamuscadas. Também é necessário pouca poda, mas é o melhor fazê-lo no final do inverno ou início da primavera para remover galhos mortos, quebrados ou mal formados.

## Toxicologia
Se ingerida, pode causar leve perturbação do estômago. O contato com suas folhagens pode agravar alergias de pele